# Situla pelliculosa
Situla pelliculosa is een zakpijpensoort uit de familie van de Octacnemidae. De wetenschappelijke naam van de soort is voor het eerst geldig gepubliceerd in 1969 door Vinogradova.